# Gare de Gaubert-Le Chaffaut
Gare de Gaubert-Le Chaffaut vasútállomás Franciaországban, Digne-les-Bains településen.

## Vasútvonalak
Az állomást az alábbi vasútvonalak érintik:
- Nizza-Digne-vasútvonal

## Kapcsolódó állomások
A vasútállomáshoz az alábbi állomások vannak a legközelebb:
- Halte de Plan d'eau des Ferréols
- Golf de Digne-les-Bains